# U.S. Route 61
U.S. Route 61 (ou U.S. Highway 61) é uma autoestrada dos Estados Unidos.
Faz a ligação do Sul para o Norte. A U.S. Route 61 foi construída em 1926 e tem 1 400 milhas (2 253 km).

## Principais ligações
Autoestrada 20 em Vicksburg

 Autoestrada 55 em Memphis

 Autoestrada 44 em St. Louis

 Autoestrada 80 em Davenport

 Autoestrada 90 em La Crosse

 Autoestrada 94 em Saint Paul